# Team 60

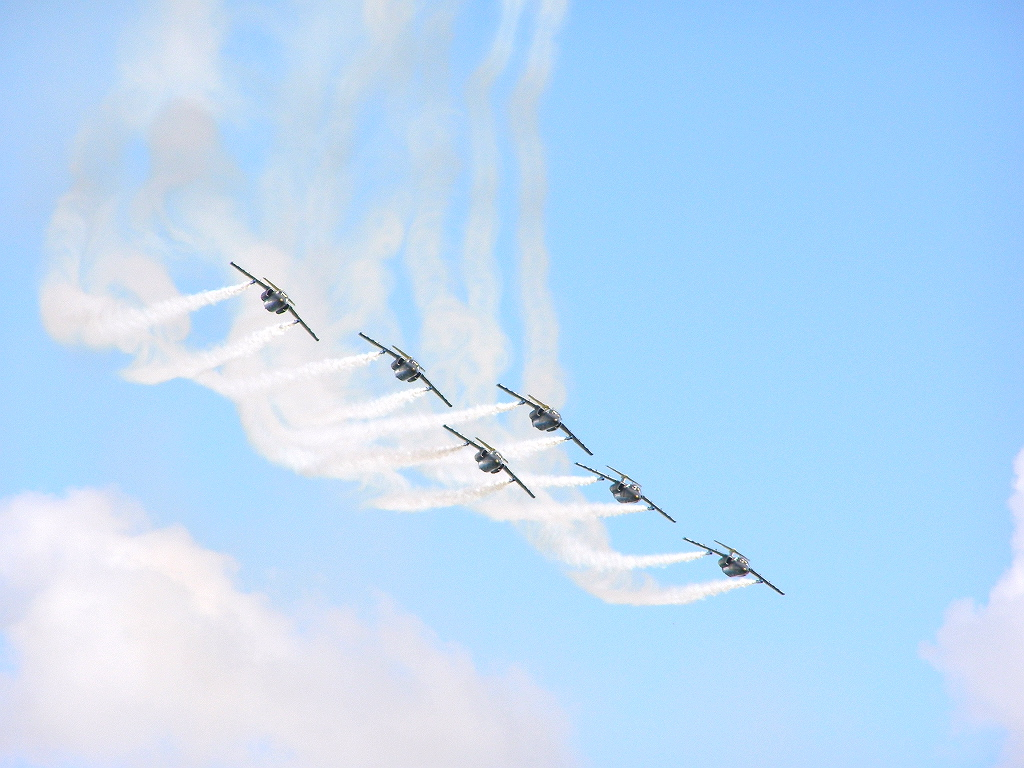
Team 60 in Kristianstad (2006)

Team 60 ist die Kunstflugstaffel der schwedischen Luftwaffe.
Sie wurde 1974 gegründet und flog zunächst mit vier Saab SK 60. 1976 erhielt sie den Namen Team 60, wurde um zwei Maschinen aufgestockt und hatte ihre erste öffentliche Vorführung in Göteborg.
Sie hat auch den Spitznamen En Sexa Skåne (6 cl Skåne-Aquavit, nach einer regionalen Spirituosenspezialität). 
Heimatbasis ist der Militärflugplatz Malmen bei Linköping.